# Krishna (flod)
 For alternative betydninger, se Krishna (flertydig). (Se også artikler, som begynder med Krishna)
Krishna er en af de længste floder i Indien med sine ca. 1300 km. Den har sit udspring nær Mahabaleswar i Maharashtra, hvorfra den løber gennem Sangli og ud i Den Bengalske Bugt ved Hamasaladeevi i Andhra Pradesh.
Den traditionelle kilde for floden er en stråle fra munden af en statue af en ko i det gamle tempel Mahadev i Mahabaleshwar.
Over floden er der bygget to store dæmninger: en ved Srisailam, der hedder Srisailam dæmningen, og den anden ved Nagarjuna Hill, som hedder Nagarjuna Sagar dæmningen. Sidstnævnte regnes for den største jorddæmning i verden med et naturligt reservoir, der dækker dusinvis af kvadratkilometer.
- Wikimedia Commons har flere filer relateret til Krishna (flod)

17°55′28″N 73°39′36″Ø / 17.9244°N 73.66°Ø